# Trachelium lanceolatum
Trachelium lanceolatum är en klockväxtart som beskrevs av Giovanni Gussone. Trachelium lanceolatum ingår i släktet Trachelium och familjen klockväxter.
Artens utbredningsområde är Sicilien. Inga underarter finns listade i Catalogue of Life.